# Podnoszenie i opuszczanie wskaźników
Dla danego tensora z rozmaitości {\displaystyle M} z określoną na niej nieosobliwą formą (taką jak np. metryka Riemanna lub metryka Minkowskiego) można podnieść lub opuścić jego wskaźniki, czyli zmienić tensor wymiaru {\displaystyle (k,l)} na tensor wymiaru {\displaystyle (k+1,l-1)} (podnieść indeks) lub na tensor wymiaru {\displaystyle (k-1,l+1)} (opuścić indeks).
Wyniki te można osiągnąć poprzez mnożenie przez kowariantny lub kontrawariantny tensor metryczny, a następnie skrócenie wyniku. Mnożenie przez kontrawariantny tensor metryczny (i skrócenie) podnosi wskaźniki:
{\displaystyle g^{ij}A_{j}=A^{i},}
a mnożenie przez kowariantny tensor metryczny (i skrócenie) opuszcza je:
{\displaystyle g_{ij}A^{j}=A_{i}.}
Operacje podniesienia i następującego po nim opuszczenia tego samego wskaźnika (lub odwrotnie) są do siebie odwrotne, co odzwierciedla odwrotność kowariantnych i kontrawariantnych tensorów metrycznych:
{\displaystyle g^{ij}g_{jk}=g_{kj}g^{ji}=\delta _{k}^{i},}
gdzie {\displaystyle \delta } – delta Kroneckera odpowiadająca macierzy jednostkowej.
Należy zauważyć, że nieosobliwość {\displaystyle g_{ij}} nie jest wymagana do opuszczenia wskaźnika. Jednak aby możliwe było obliczenie {\displaystyle g^{ij}} i podwyższenie wskaźnika dowolnego tensora, macierz {\displaystyle g_{ij}} musi być nieosobliwa.